# Songs of the Week
Songs of the Week – kolekcja utworów Coil udostępnianych na stronie Brainwashed.com do ściągnięcia jako pliki MP3 od października 1998 do sierpnia 1999. Utwory były udostępniane za pozwolenie Coil i często były prezentowane po raz pierwszy w tej formie. Zostały później wydane na dwupłytowym CD bootlegu Black Gold.

## Lista utworów
1. "The Spoiler (LP Version)" - 3:03
2. "The Wheel (Vocal)" - 2:44
  - Wydana na składance If You Can’t Please Yourself You Can’t Please Your Soul.
3. "The Anal Staircase (Dionysian Remix)" - 5:56
  - Released on The Anal Staircase.
4. "The Anal Staircase (Relentless Mix)" - 3:59
  - Wydana na składance Total Volume One.
5. "Keelhauler" - 3:41
  - Wydana na singlu The Wheal/Keelhauler.
6. "Is Suicide A Solution" - 5:21
  - Wydana na singlu Airborne Bells/Is Suicide a Solution?.
7. "pHILM #1 (vox)" - 9:17
  - Wydana na singlu pHILM #1.
8. "Static Electrician" - 3:10
  - Wydana na singlu pHILM #1.
9. "Red Scratch" - 3:08
  - Wydana na singlu pHILM #1.
10. "Nasa Arab (No Skin (Aural Circumcision))" - 9:11
  - Wydana na albumie The Golden Palominos No Thought, No Breath, No Eyes, No Heart : The Pure Remix EP.
11. "If It Wasn't Wolves, Then What Was It" - 2:58
  - Wydana na składance Treat the Gods As If They Exist.
12. "Gnomic Verses" - 5:04
  - Wydana na składance Interiors.
13. "Blue (Special Alternate Combination Mix)" - 1:59
  - Nieznana wcześniej wersja.
14. "Theme From The Gay Man’s Guide to Safer Sex" - 8:13
15. "Bee Has The Photos" - 4:55
  - Z demo Backwards.
16. "Egyptian Bases" - 8:16
  - Z demo Backwards.
17. "Pre-Original Chaostrophy" - 5:33
18. "The Dark Age Of Love" - 3:25
19. "Spastiche" - 5:57
  - Z demo Backwards.
20. "Assassins Of Hakim Bey" - 4:15
  - Nieznana wcześniej wersja z udziałem Billa Laswella i Hakim Bey.
21. "Protection II" - 13:24
  - Nieznana wcześniej, wydana potem na Born Again Pagans.
22. "Rush (Black Sun Remix)" - 5:57
  - Wydana na Remixes 81–04.
23. "Stoned Circular III" - 5:22
  - Znana ze składanki Brainwaves.
24. "Journey To Avebury" - 10:59
  - wydana na Brainwaves z dłuższym intro
25. "Acid Jam (Part 3)" - 2:42
26. "Acid Jam (Part 2)" - 8:38